# Tracy Chou
Tracy Chou (1987) è un'informatica e attivista statunitense impegnata nell'ambito della diversità e dell'inclusione sociale in ambito digitale.
Ha lavorato presso Pinterest e Quora e ha effettuato tirocini presso Rocket Fuel, Google e Facebook.
Tracy Chou è nota soprattutto per aver avuto un ruolo chiave nel rendere di pubblico dominio il problema della scarsa rappresentazione delle donne nelle aziende tecnologiche della Silicon Valley, e per aver fatto pressioni sulle aziende affinché rivelassero le statistiche sulla composizione della loro forza lavoro. Nel 2016 ha co-fondato il gruppo di advocacy Project Include con altre 7 donne appartenenti all'industria informatica.

## Biografia

### Primi anni di vita
Chou è figlia di scienziati informatici della Silicon Valley immigrati da Taiwan. Ha frequentato la St. Francis High School di Mountain View.

### Formazione scolastica
Chou ha studiato informatica alla Stanford University con una specializzazione in machine learning e intelligenza artificiale.  Durante gli studi a Stanford ha lavorato come stagista presso Google, Facebook e Rocket Fuel. Descrivendo la sua esperienza universitaria in informatica, Chou ha ricordato di essersi sentita "davvero fuori posto". Ha dichiarato di essersi sentita meno confidente nelle proprie capacità rispetto ai suoi colleghi maschi all'inizio della sua carriera accademica, e di avere impiegato del tempo per rendersi conto di avere performance migliori della maggior parte di loro.

### Carriera
Nel 2010 Quora, all'epoca una piccola startup, le propose un lavoro come ingegnere informatico. Chou è entrata a far parte di Quora come quarto impiegato dell'azienda. Nell'ottobre del 2011 si è unita a Pinterest, diventando una dei primi 15 impiegati.
Nel febbraio 2015, Chou si è unita al team di consultenti del United States Digital Service, un consorzio di professionisti della tecnologia che cerca di rendere più efficiente il governo negli Stati Uniti. Nell'agosto 2015, Tech Crunch ha riferito che Chou ha lavorato come maker presso Makerbase, un servizio che "rende più facile a chiunque scoprire chi ha creato alcuni dei siti Web e delle app più popolari che la gente usa ogni giorno".
Chou è CEO e fondatore di Block Party, "un'app che affronta le molestie online e ti permette di riprendere il controllo".

## Attivismo
Nell'ottobre 2013, Chou partecipò alla conferenza internazionale annuale Grace Hopper Celebration of Women in Computing, appassionandosi alla questione della rappresentanza femminile nelle società informatiche. Durante la sua partecipazione alla conferenza, Chou si rese conto della carenza di dati relativi alla diversità di genere in ambito informatico e decise di raccogliere dati per valutare la gravità del problema. Chou decise di pubblicare un intervento sul suo blog in cui esortava le aziende tecnologiche a rivelare il numero di donne che avevano ruoli tecnici. Per facilitare la condivisione delle risposte ricevute, Chou ha creato un repository sul sito di condivisione codice GitHub che consente a chiunque di inviare una richiesta pull.
Entro una settimana, il repository disponeva di statistiche su oltre 50 aziende e, a gennaio 2016, disponeva delle statistiche dettagliate di 250 aziende. A Chou è anche stato attribuito di avere fatto pressione su grandi aziende come Google, Facebook e Microsoft affinché rilasciassero dei report ufficiali sulla diversità del loro staff.  Nel luglio 2014, Chou ha pubblicato un aggiornamento sul blog di ingegneria di Pinterest che descrive i progressi dell'azienda fino ad ora sulla diversità e l'inclusione.
Chou ha identificato una serie di possibili cause alla disparità di genere nell'ambito della tecnologia. Ha evidenziato come le opportunità di networking e i role models (modelli a cui ispirarsi) siano più limitati per le donne e le minoranze.  Chou ha anche affermato che gli atteggiamenti condiscendenti verso le donne sono pervasivi nella Silicon Valley.  Chou ha citato l'aneddoto di un uomo, incontrato durante una conferenza, che ha tentato di correggerla ripetutamente riguardo ad una funzione di Quora realizzata da essa stessa.  Chou ha anche commentato che le donne dall'apparenza molto femminile vengono spesso ignorate in contesti tecnici.
Alla fine di luglio 2015, Pinterest ha lanciato un progetto per assumere più donne e minoranze e ha annunciato il suo impegno a rivelare pubblicamente i suoi progressi verso questi obiettivi e gli ostacoli incontrati. Il ruolo di Chou nell'evidenziare la questione è stato accreditato come uno dei motivi dell'iniziativa. L'iniziativa ha ricevuto elogi da Jesse Jackson . Nell'agosto 2015, Chou ha partecipato alla campagna di Twitter #ILookLikeAnEngineer, avviata da Isis Anchalee di OneLogin. Scopo della campagna era di combattere visioni preconcette e stereotipate, dimostrando che persone (in particolare le donne) con una vasta gamma di apparenze fisiche possono essere ingegneri. La partecipazione di Chou è stata riferita dal New York Times . Nel maggio 2016 è stato lanciato il gruppo di consulenza sulla diversità e sull'inclusione sociale Project Include, fondato da Chou, Erica Baker, Freada Kapor Klein, Ellen Pao e altri.

## Apparizioni pubbliche
Nell'aprile 2018, Chou ha effettuato una presentazione durante la serie Entrepreneurial Thought Leaders Series della Stanford University. Nel giugno 2018, ha parlato alla conferenza Vogue Codes di Vogue Australia a Sydney.  Chou ha anche partecipato alla conferenza Disrupt SF di TechCrunch.